# Югославяни (народ)
Югославяните са така нареченият „седми народ“ на Титова Югославия.
През 1961 г. при поредното преброяване на населението югославяните получават отделна графа в анкетните бланки. Като югославяни се определят хора от различни националности и вероизповедание, които са живели в СФРЮ. Пораждането на този нов „народ“ се обяснява от факта, че Титова Югославия е многонационална държава, в която смесените бракове представляват голям процент. По този начин се избягват проблемите при самоидентификацията на това население, което предпочита да се самоопредели като гражданин на Югославия – югославянин, а не по етнически произход. Доста често като югославяни се определят българите в бивша Югославия, поради страх от репресии от страна на сръбските власти. Към днешна дата този страх сред българите в Сърбия е намалял, но все още се усещат рецидиви на миналото.
Това национално самоопределение кулминира на преброяването на населението през 1981 г., когато в СФРЮ са преброени 1 219 000 югославяни, след което броят им намалява. Този факт се обяснява с нарастването на националистическите тенденции сред народите на бивша Югославия. Понеже като югославяни се самоопределят предимно представителите на южнославянските нации – сърби, хървати, българи и бошняци (по-рядко албанци, унгарци, турци и други), можем да ги причислим към южнославянските народи.
На преброяването на населението през 1981 г. най-много югославяни има в Сърбия (36%) и Босна и Херцеговина (26%). При преброяването от 2002 г. в Сърбия като югославяни се самоопределят едва 80 721 души, от тях 49 881 живеят във Войводина и 30 840 – в Централна Сърбия.